# II Salón Internacional del Cómic Ciudad de Oviedo
El II Salón Internacional del Cómic "Ciudad de Oviedo" fue una Feria de historieta organizado por el Servicio de Animación Cultural de la Delegación de Cultura del Ayuntamiento de Oviedo presidida por Aurora Puente Uría.

## Características generales

Equipo organizador del II Salón del Cómic.
Asociación cultural La Claraboya, abajo Gregorio Álvarez coordinador del Ayuntamiento de Oviedo

El Salón se celebró del 7 al 29 de diciembre de 1985 y fue coordinado por Gregorio Álvarez Iguacel. Continuación del I Salón, superó ampliamente las expectativas de afluencia de público previstas para este tipo, entonces novedoso, de acontecimiento cultural. Al igual que su primera edición, se solicitó nuevamente la colaboración de Faustino Rodríguez Arbesú y de la revista "El Wendigo" para contactar con los autores,  dibujantes y guionistas  propuestos a esta segunda edición. Otra de las labores encomendadas a la revista “El Wendigo" fue la de moderar las charlas y las mesas redondas programadas. En esta ocasión se optó por centralizar los espacios expositivos y de las charlas, en un solo recinto, ubicándolos en la Sala Polivalente de Magistratura de Trabajo del Principado de Asturias, sala que se abrió al público por primera vez con ocasión de este II Salón del Cómic.
Al II Salón Internacional del Cómic Ciudad de Oviedo fueron invitados Carlos Sampayo, Adolfo Álvarez Buylla, Chiqui de la Fuente, Carlos Giménez, Moncho Cordero, Ramón Fermín Pérez, Faustino Rodríguez Arbesú y Javier Cuervo.
Las exposiciones ofrecidas procedían del Festival de la Historieta de Angulema, entidad colaboradora del salón carballón. Las temáticas de las exposiciones fueron muy variadas para así pode satisfacer los gustos del público y enfocadas en mostrar trabajos originales de autores, guionistas y dibujantes, en esta ocasión con tintes franco-belgas.
En este salón se presentó en primicia la mascota del certamen, el sapo "Doing". Dicho sapo fue motivo de los trofeos en bronce entregados a los ganadores del II Concurso de cómic Ciudad de Oviedo, y alegórica de los famosos "Sapos de Vetusta" de  la obra La Regenta de Leopoldo Alas Clarín.

## Exposiciones
Se mostraron las siguientes exposiciones:
- Iniciación al Cómic. Exposición didáctica compuesta de 3 apartados que introducen al público en el proceso de creación de una historieta.
- El Espacio Sonoro en el Cómic: exposición didáctica que indicaba los procesos creativos en textos, bocadillos y onomatopeyas
- Tintín, ese desconocido: exposición sobre la cara oculta de su creador Hergé.
- Una dibujante llamada Claire Bretecher: exposición monográfica sobre la figura y obra de la guionista y dibujante francesa.
- Jean Claude Forest: exposición monográfica sobre la obra del dibujante francés, autor de obras como Náufragos del tiempo, Aquí mismo, El Junco Fantasma, Barbarella.
- Jean Claude Mézieres: exposición monográfica del autor francés desde sus inicios en la revista "Pilote" hasta la creación de su más famoso personaje "Valerian".
- Exposición II Concurso de Cómic ciudad de Oviedo. Todos los trabajos originales presentados al segundo Concurso Nacional de Cómic "Ciudad de Oviedo"  fueron expuestos mediante 15 paneles, para su difusión al público asistente.

## Premios
La ceremonia de entrega de los 3 premios y 2 accésits, fue dirigida por Aurora Puente Uría, teniente Alcalde del Ayuntamiento de Oviedo y Presidenta de la Concejalía de Cultura.
Los premios consistieron en una suma en metálico y una estatua de bronce del sapo Doing diseñada por Gregorio Álvarez “Goyo” y realizada por el escultor asturiano J.Prieto.
Por primera vez en este Salón, se hizo entrega de los premios concedidos por la revista "El Wendigo": el Premio Haxtur. Las categorías del galardón eran 4: guion, dibujo, historia larga e historia corta.
- Premio mejor guion: Giancarlo Berardi, por Las Crías, en "Cimoc Extra 4: Especial Aventuras" (Norma Editorial)
- Mejor dibujo: Brian Bolland, por Camelot 3000 (Ediciones Zinco)
- Mejor historia larga: Camelot 3000, por Mike W. Barr y Brian Bolland (Ediciones Zinco)
- Mejor historia corta: Primer Amor, por Carlos Giménez, en "Ilustración+Comix Internacional" #45 (Toutain Editor)

De forma inédita en España, una historieta de superhéroes, Camelot 3000 fue la obra vencedora indiscutible en los Haxtur de 1985, al estar nominada en los tres apartados en que podía ser enclavada -guion, dibujo e historieta larga- y haber obtenido dos de ellos. Compartió honores estelares con Primer Amor de Carlos Giménez, editado y producido por Toutain; finalista en dos de los tres premios a que podía optar, obtuvo el correspondiente a Mejor Historieta Corta. El otro, asignado al mejor guionista, fue a parar al italiano Giancarlo Berardi por su historieta muda Las Crías.
La ceremonia de entrega la realizó Sofía Carlota Rodríguez Eguren, acompañada en esta ocasión por su padre.